# Tricholita ferrisi
Tricholita ferrisi là một loài bướm đêm thuộc họ Noctuidae. Nó là loài duy nhất được tìm thấy ở Onion Saddle ở dãy núi Chiricahua và Ash Canyon ở dãy núi Huachuca of extreme tây nam Arizona tại độ cao từ 1.575 đến 2.325 mét. 
Sải cánh dài khoảng 28 mm. All known specimens were collected by light trap in cuối tháng 7.